# Habronattus superciliosus
Habronattus superciliosus är en spindelart som först beskrevs av Peckham, Peckham 1901.  Habronattus superciliosus ingår i släktet Habronattus och familjen hoppspindlar. Inga underarter finns listade i Catalogue of Life.